# Астра 1E
Астра 1E — европейский телекоммуникационный спутник компании SES. Он предназначается для ретрансляции радио- и телепрограмм в аналоговом и цифровом форматах.

## История
Этот спутник, был заказан лидеру отрасли Hughes Space & Communications, модель HS-601. К 1995 году на орбите находилось четыре спутника Astra.

## Характеристики
- Ракета-носитель: Ariane
- Стабилизация: по трём осям
- Количество транспондеров: 18
- Мощность транспондера: 85 Вт
- ЭИИМ в центре пучка: 52 дБВт
- Ширина полосы транспондера: 26 МГц
- Рабочий диапазон (down-link): 11,7-12,1 ГГц